# Les Pedreres (Riudecanyes)
Les Pedreres és una muntanya de 308 metres que es troba al municipi de Riudecanyes, a la comarca catalana del Baix Camp.